# 마이러 헤스

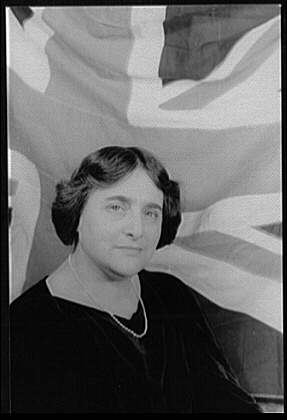

마이러 헤스 여사(영어: Dame Myra Hess, DBE, 1890년 2월 25일 ~ 1965년 11월 25일)는 영국의 피아노 연주자이다.
런던에서 태어나 길드홀 음악 연극 학교를 졸업했으며, 1910년에 학교가 주최하는 경연에서 골드 메달(Gold Medal of the Guildhall School of Music and Drama)을 받기도 했다.
길드홀 졸업 후 왕립음악원(RAM)에서 공부하며 토비어스 마테이(Tobias Matthay)의 지도를 받았다.
1907년 토머스 비첨 지휘로 베토벤의 피아노 협주곡 4번을 연주해 데뷔하였으며, 이후 영국 뿐 아니라 네덜란드, 프랑스, 미국 등을 순회하며 폭넓은 인기를 끌었다. 1912년에는 빌럼 멩엘베르흐와 함께 공연하기도 하였다.
제2차 세계 대전 기간, 주로 저녁 시간에 열리는 음악 공연은 많은 사람이 모이고 조명이 군의 눈에 띄기 쉬워 폭격의 대상이 되었다. 마이러 헤스는 저녁 시간을 피해 점심 시간대 공연을 6년간 꾸준히 주도했고, 전쟁 중 영국 대중의 사기를 높였다는 평가를 받았다. 헤스는 제2차 세계 대전 중에 독일 폭격기의 표적이 되는 것을 피하기 위해 밤에 모든 콘서트홀을 암흑화하면서 더 큰 명성을 얻었다. 그녀는 전쟁이 시작된 직후부터 시작하여 대공습까지 계속되는 거의 2,000개의 점심 시간 콘서트를 조직했다. 콘서트는 트라팔가 광장의 내셔널 갤러리에서 열렸다. 헤스는 전쟁이 시작된 지 몇 주 후에 점심 시간 콘서트를 시작했다. 월요일부터 금요일까지 6년 반 동안 어김없이 발표되었다. 런던 중심부에 있는 갤러리 건물이 폭격을 당하면 콘서트가 돌아오기 전에 때때로 장소가 옮겨졌다. 처음에는 무료로 유명 음악가들과 함께 콘서트에 출연할 수 있는 기회가 주어졌다. 그러나 잠시 후 시리즈 출연에 대해 수수료를 받지 않은 헤스 자신을 제외하고 모든 출연자들은 누구인지에 관계없이 5기니의 표준 '비용'을 받았다. 1946년 아르투로 토스카니니는 헤스를 뉴욕에서 NBC 심포니 오케스트라와 함께 연주하도록 초대했다. 베토벤 3번 협주곡을 연주하기로 결정했다. 1946년 11월 24일 방송 콘서트는 보존되었으며 나중에 Naxos Records에서 CD로 발행되었다.
헤스는 모차르트, 베토벤, 슈만, 브람스의 작품 해석으로 가장 유명했지만, 도메니코 스카를라티부터 현대 작품까지 폭넓은 레퍼토리를 가졌다. 그녀는 하워드 퍼거슨의 피아노 소나타와 그의 피아노 협주곡을 초연했다. 그녀는 또한 실내악을 많이 연주했으며 피아노 듀오로 연주했다. 헤스는 슈베르트의 피아노 이중주와 두 대의 피아노 작품에 대한 대중의 인식을 높였다. 모차르트, 베토벤, 슈만 음악 해석에 능했으며 바흐의 〈예수, 인류의 소망〉을 피아노 연주곡으로 편곡하기도 했다.

## 서훈
- 1936년 대영 제국 훈장 3등급(CBE)[8]
- 1941년 대영 제국 훈장 2등급(DBE, 작위급 훈장)[9]